# Vinelz
Vinelz (en francés Fenil) es una comuna suiza del cantón de Berna, situada en el distrito administrativo del Seeland. Limita al norte con las comunas de Twann-Tüscherz y Erlach, al este con Lüscherz, al sur con Brüttelen e Ins, y al oeste de nuevo con Erlach.

## Transporte
- Bus dirección Erlach - Lüscherz - Tschugg - Ins.

## Monumentos
- La iglesia construida en 1200. 
  - Pinturas murales de 1300

## Turismo
- Cámpines 
  - Camping Arbogast
  - Camping Strand
  - Camping St. Tropez
- Galerías de arte
  - Galería Müller
  - Galería Andrea Malär
  - Galería Vinelz